# (1359) Prieska
(1359) Prieska – planetoida z pasa głównego asteroid okrążająca Słońce w ciągu 5 lat i 188 dni w średniej odległości 3,12 au. Została odkryta 22 lipca 1935 roku w Union Observatory w Johannesburgu przez Cyrila Jacksona. Nazwa planetoidy pochodzi od miasta Prieska w Południowej Afryce. Przed nadaniem nazwy planetoida nosiła oznaczenie tymczasowe (1359) 1935 OC.